# Coppa delle Coppe 1976-1977 (pallamano maschile)
La Coppa delle Coppe 1976-1977 è stata la 2ª edizione della omonima competizione europea di pallamano riservata alle squadre di club. Il torneo ha avuto inizio il 12 ottobre 1976 e si è concluso il 24 aprile 1977. Il titolo è stato conquistato dai sovietici del MAI Mosca per la prima volta nella loro storia, sconfiggendo in finale i tedeschi orientali del Magdeburgo.

## Risultati

### Primo turno
| Squadra 1            | Totale  | Squadra 2            | Andata  | Ritorno |
| -------------------- | ------- | -------------------- | ------- | ------- |
| Atlético Madrid      | 53 - 23 | Hapoel Ramat Gan     | 26 - 16 | 27 - 7  |
| Brentwood            | 16 - 65 | Progrès Seraing      | 12 - 35 | 4 - 30  |
| Budapesti Elektromos | 59 - 44 | ASKÖ Linz            | 27 - 20 | 32 - 24 |
| Heim                 | 43 - 42 | Spojnia Gdańsk       | 19 - 18 | 24 - 24 |
| Magdeburgo           | 61 - 32 | Kiffen               | 33 - 15 | 28 - 17 |
| MAI Mosca            | 43 - 41 | Dinamo Bucarest      | 20 - 25 | 23 - 16 |
| Partizan Bjelovar    | 51 - 49 | Tatran Prešov        | 27 - 19 | 24 - 30 |
| Rovereto             | 26 - 31 | Porto                | 14 - 10 | 12 - 21 |
| Valur                | 54 - 23 | Red Boys Differdange | 25 - 11 | 29 - 12 |

### Ottavi di finale
| Squadra 1           | Totale  | Squadra 2            | Andata  | Ritorno |
| ------------------- | ------- | -------------------- | ------- | ------- |
| Bækkelagets         | 43 - 40 | PSV                  | 22 - 19 | 21 - 21 |
| Granollers          | 45 - 27 | Progrès Seraing      | 25 - 10 | 20 - 17 |
| Grün-Weiß Dankersen | 37 - 35 | Heim                 | 21 - 18 | 16 - 17 |
| Magdeburgo          | 56 - 48 | Budapesti Elektromos | 28 - 20 | 28 - 28 |
| Porto               | 35 - 47 | Stade Marseillais    | 18 - 26 | 17 - 21 |
| St. Otmar San Gallo | 31 - 49 | Atlético Madrid      | 20 - 28 | 11 - 21 |
| Skovbakken          | 42 - 48 | Partizan Bjelovar    | 21 - 22 | 21 - 26 |
| Valur               | 34 - 44 | MAI Mosca            | 19 - 20 | 15 - 24 |

### Quarti di finale
| Squadra 1           | Totale  | Squadra 2         | Andata  | Ritorno |
| ------------------- | ------- | ----------------- | ------- | ------- |
| Bækkelagets         | 39 - 46 | Atlético Madrid   | 19 - 19 | 20 - 27 |
| Grün-Weiß Dankersen | 39 - 40 | MAI Mosca         | 25 - 19 | 14 - 21 |
| Magdeburgo          | 77 - 40 | Granollers        | 36 - 18 | 31 - 22 |
| Stade Marseillais   | 36 - 60 | Partizan Bjelovar | 19 - 27 | 17 - 33 |

### Semifinali
| Squadra 1  | Totale  | Squadra 2         | Andata  | Ritorno |
| ---------- | ------- | ----------------- | ------- | ------- |
| Magdeburgo | 39 - 38 | Partizan Bjelovar | 20 - 16 | 19 - 22 |
| MAI Mosca  | 39 - 36 | Atlético Madrid   | 28 - 21 | 11 - 15 |

### Finale
| Zaporižžja 24 aprile 1977 | Magdeburgo | 17 – 18 | MAI Mosca |  |